# Crane Hotel Faralda
Het Crane Hotel Faralda (Kraanhotel Faralda) is een hotel gevestigd boven in een Rijksmonumentale hijskraan op het NDSM-terrein, een voormalige scheepswerf aan de oevers van het IJ in Amsterdam-Noord.
De voormalige NDSM-kraan (nummer 13) werd in de jaren 1950 gebouwd door de firma Hensen. Na 1984 werd de kraan na het faillissement van de "Nederlandsche Dok en Scheepsbouw Maatschappij" niet meer gebruikt. Het lot van de vervallen kraan leek na 25 jaar bezegeld. Net als andere kranen zou de beeldbepalende kraan 13 zonder onderhoud zijn omgewaaid of vanwege gevaar voor de omgeving worden gesloopt.
De vervallen kraan werd net op tijd van de ondergang gered door projectontwikkelaar Edwin Kornmann Rudi. In augustus 2011 kreeg Kornmann Rudi van de gemeente Amsterdam de toelating voor de aanvang van een ontwikkelingsplan om de stalen kolos te restaureren en te herontwikkelen. Op 7 juni 2013 vond onder de kraan de uiteindelijke ondertekening plaats tussen het Nationaal Restauratiefonds en Kornmann Rudi. Gelijktijdig gaf de gemeente Amsterdam de goedkeuring voor de door Kornmann Rudi voorgestelde herontwikkeling en bestemmingswijziging van kraan 13.
Op 22 juli 2013 werd begonnen met de ontmanteling en demontage van kraan 13. De kraan werd op 26 juli 2013 op een 100 meter lang ponton vervoerd naar Franeker om te worden gerestaureerd. Op 22 oktober 2013 keerde de kraan gerestaureerd terug. Op 4 april 2014 werd de kraan officieus in gebruik genomen als het Crane Hotel Faralda. Boven in de kraan bevinden zich drie luxe hotelsuites. In de top van de kraan bevindt zich een jacuzzi.
Het project werd geprezen vanwege de unieke oplossingen die moesten worden bedacht voor talloze constructieve problemen. De toren van de kraan met daarin de drie suites, blijft draaien om een taatslager. In deze zeer kleine draaiende as van enkele centimeters doorsnee lopen alle leidingen, sleepkoppelingen en brandveiligheidsvoorzieningen. In juni 2016 ontving Kornmann Rudi de Pieter van Vollenhovenprijs voor degene die de uitdaging is aangegaan om een monument in Nederland te behouden door het een nieuwe bestemming te geven, uit handen van de naamgever.

## Ongeval
In de nacht naar 27 mei 2018 kwam een 32-jarige man om het leven na een val uit de kraan tijdens een feest.

## Galerij

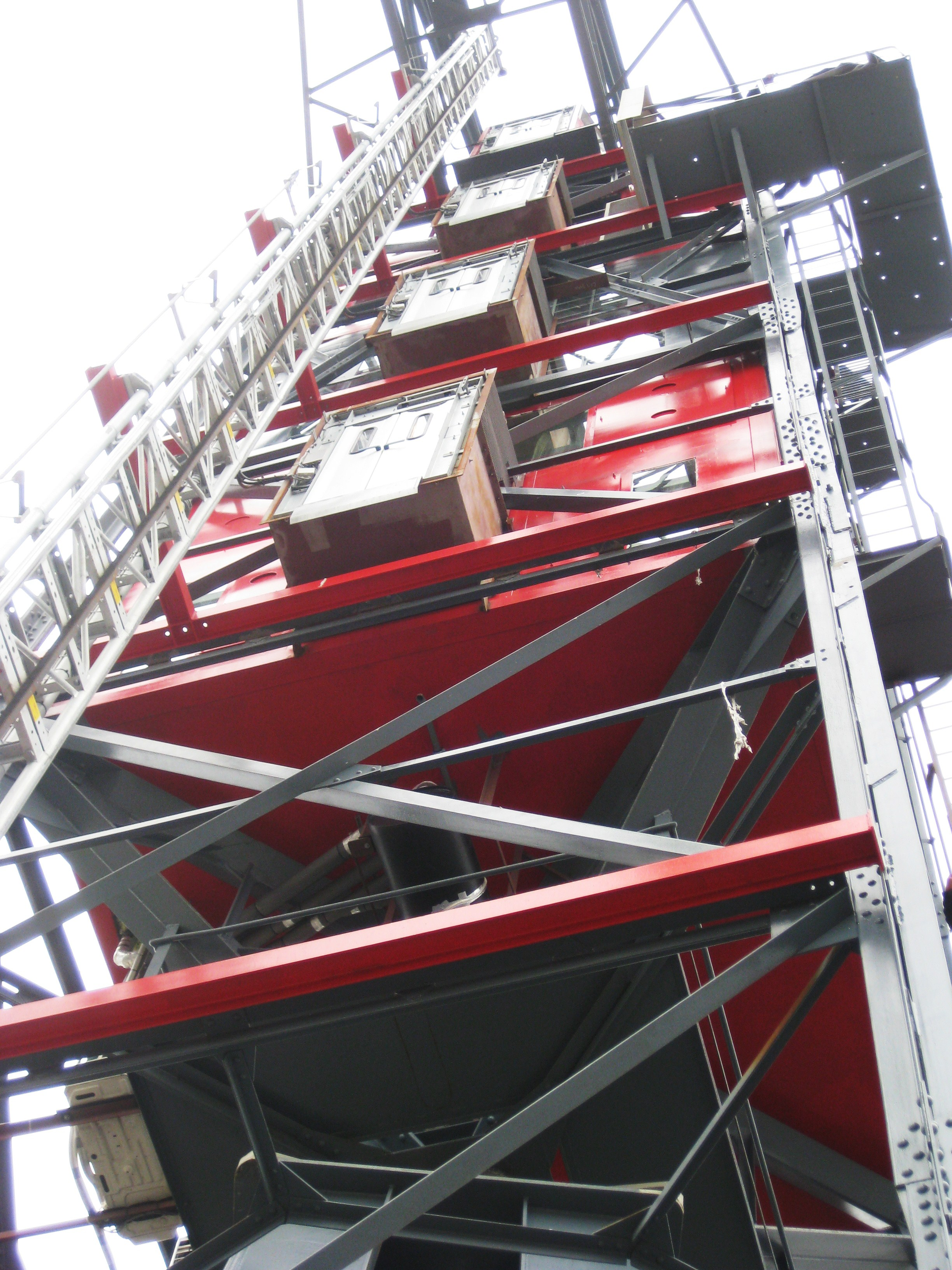
De drie suites
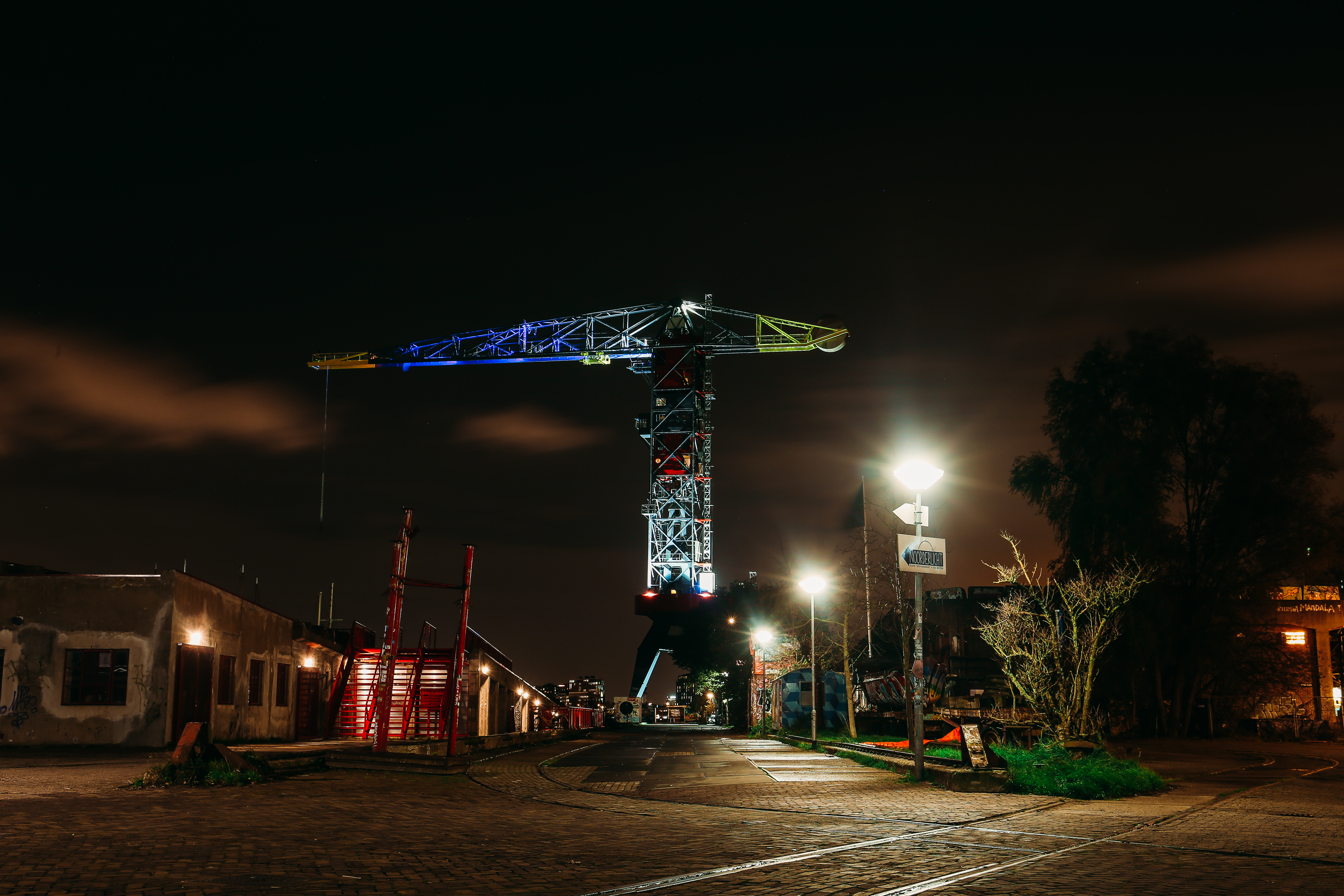
Het hotel in de avonduren